# Colletes brumalis
Colletes brumalis är en biart som beskrevs av Noskiewicz 1936. Colletes brumalis ingår i släktet sidenbin, och familjen korttungebin. Inga underarter finns listade i Catalogue of Life.